# Amplificador de llum
Un amplificador de llum és un dispositiu que amplifica la llum visible i la llum propera a l'infraroig d'una imatge de manera que s'il·lumina un escenari feble i es pot veure per una càmera fotogràfica o per l'ull humà.
Els amplificadors de llum no són visibles a ull nu, sinó que es troben a l'interior de les càmeres amplificadores de llum, de les quals són el component principal.
Les càmeres amplificadores de llum mostren una imatge més realista de l'entorn percebut comparades amb les càmeres infraroges, perquè les intensitats lluminoses dels cossos mostrats en pantalla són corresponents a la intensitat òptica veritable i no a la temperatura, com en el cas de la càmera infraroja.
Aquest realisme d'imatges les fa més convenients per a la majoria dels seus usuaris que generalment no necessiten rastrejar un cos per la seva temperatura, sinó per la seva molt baixa il·luminació.

## Funcionament dels amplificadors de llum
- Una porció de la llum, emesa o reflectida pels cossos de l'entorn percebut, travessa uns lents, davant de l'amplificador, per enfocar.
- La porció de llum enfocada és absorbida per un fotocàtode que converteix els fotons a electrons.
- Els electrons travessen un disc de microcanals (MCP) que prolifera el nombre d'electrons.
- Aquest major nombre d'electrons viatja fins a una pantalla de fòsfor verd, a l'extrem posterior de l'amplificador on impacten produint imatges lluminoses com a resultat.

## Deficiències de funcionament de lesgeneracions zeroi1
El seu funcionament és semblant al de les generacions 2 i 3, però amb les següents mancances en els seus mecanismes:
- No tenen # MCP, i com a conseqüència, la pantalla mostra imatges amb una distorsió geomètrica notable i, les bateries tenen curta durada.

- Els materials dels seus fotocàtodes proporcionen menys fotosensibilitat nivells molt baixos d'il·luminació en comparació amb els de les generacions 2 i 3; per això les imatges de l'entorn apareixen enfosquides i necessiten obligatòriament reflectors amb filtre de brillantor.

## Fotosensibilitat
També l'anomenen  sensibilitat del fotocàtode . És l'habilitat del fotocàtode de produir corrents elèctriques en absorbir llum, es mesura amb la unitat: microampers per volum ( μA/lm ).
Mentre més gran és la fotosensibilitat, es mostra a l'entorn amb més claredat a la pantalla.

## MCP
La seva funció bàsica és la de reduir notablement la  distorsió geomètrica , com a conseqüència augmenta la durada de la bateria.
La distorsió geomètrica  és la borrositat amb hi ha les imatges a la pantalla de fòsfor.
L' MCP  és un disc de vidre cobert de metall que prolifera els electrons produïts pel fotocàtode. Té de 2 a 6 milions de forats de diàmetre micromètric, anomenats canals, distribuïts aleatòriament al disc.
 MCP  és l'abreviatura de les paraules angleses  Micro Channel Plate .

### Mecanisme de proliferació d'electrons
Quan un dels electrons provinents del fotocàtode entra a un dels canals, colpeja les parets i allibera molts electrons. Aquests electrons alliberats també colpegen les parets i n'alliberen més, tot provocant una reacció en cadena que allibera una enorme quantitat d'electrons. Finalment, tots aquests electrons alliberats viatgen cap a la pantalla de fòsfor per formar les imatges amb més nitidesa.

## Etapes evolutives dels amplificadors de llum

### Generació zero
Creada durant la Segona Guerra Mundial per a proveir als franctiradors de visió nocturna.
- La pitjor fotosensibilitat (60 μA/lm), a causa del material del fotocàtode, l' S-1 .
- La pèssima fotosensibilitat feia que el reflector fos indispensable en tot moment.
- Molta distorsió geomètrica en imatges.
- Alt consum d'electricitat.
- Ús de bateries grans i pesants.
- La menor durada de bateries.
- El menor període de vida útil del dispositiu.

Com les dues hosts en la Segona Guerra utilitzaven aquests dispositius, el reflector revelava la posició d'un franctirador a un enemic que usés equip semblant, i es era blanc fàcil dels enemics.

### Generació 1
Es va començar a utilitzar durant la Guerra del Vietnam. És el primer amplificador de llum  passiu , perquè en certes circumstàncies no necessita el reflector per crear imatges.
- Fotosensibilitat dolenta, però millor que la generació zero (180-200 μA/lm), a causa del material del fotocàtode, l' S-20 .
- El  reflector  és indispensable, excepte durant nits de lluna plena.
- Les imatges encara mostren molta distorsió geomètrica.
- Consumeix menys electricitat que la generació zero.
- Major durada de les bateries que la generació zero, al voltant
- Període de vida útil del dispositiu de 1500 hores.

### Generació 2
Aquesta generació i la 3 són les més preferides en ús.
- Fotosensibilitat adequada, i millor que la generació 1; (240 μA/lm o major). El material del fotocàtode és el  S-25 .
- Necessita  reflector  sota certes circumstàncies, però no és tan indispensable per veure.
- Primera generació a posseir MCP, produeix imatges de nitidesa adequada.
- Millor rendiment de l'electricitat que les generacions zero i 1.
- Porta bateries de menor mida, alguns dispositius poden utilitzar només una de mida AA de 1.5 volts.
- Les bateries duren més temps, amb alguns dispositius fins a 40 hores.
- Període de vida útil del dispositiu de 2500 hores.

### Generació 3
Aquesta generació és utilitzada pels exèrcits actuals, però també està a l'abast dels civils. Té la mateixa tecnologia de la generació 2, però amb un MCP millorat i, un nou material per al fotocàtode, l'arsenur de gal·li, que el fa molt més sensible als nivells d'il·luminació molt baixos, al grau de ser la primera generació a percebre la il·luminació que proporcionen les estrelles a l'entorn.
- Les seves prestacions són excel·lents.
- La millor fotosensibilitat; (per sobre de 800 μA/lm), només si la radiació percebuda es troba en un rang de longitud d'ona de 450-950 nm.
- Generalment no necessita  reflector , perquè pot percebre entorns il·luminats per la llum de les estrelles, fins i tot en una nit ennuvolada. Però sí que caldria únicament en tenebres.
- Les imatges són molt nítides, perquè la distorsió geomètrica és gairebé imperceptible per a l'ull humà.
- El mateix rendiment de l'energia elèctrica que la generació 2 o millor.
- La mateixa durada de bateries que la generació 2.
- També hi ha alguns dispositius que utilitzen una sola bateria de mida AA d'1,5 volts.
- És menys sorollós.
- Enlluerna menys en ambients urbans.
- Període de vida útil del dispositiu de 10 000 hores.
- És més costós que les anteriors generacions.